# Homoneura protandrifera
Homoneura protandrifera är en tvåvingeart som beskrevs av Mitsuhiro Sasakawa 2002. Homoneura protandrifera ingår i släktet Homoneura och familjen lövflugor. Inga underarter finns listade i Catalogue of Life.